# کوماماخی
کوماماخی (به لاتین: Kumamakhi) یک منطقهٔ مسکونی در روسیه است که در شهرستان لواشینسکی واقع شده‌است.